# Río Quintanilla
Río Quintanilla es una Entidad Local Menor perteneciente al municipio de Aguas Cándidas, Burgos (España). Está situada en la comarca de Bureba, partido judicial de Briviesca. Tiene una población de 19 habitantes (2012).

## Geografía
En el Valle de las Caderechas, atraviesa la localidad la carretera local BU-V-5025 que comunica Quintanaopio al norte y Aguas Cándidas al sur.

## Población
En 2006, contaba con 24 habitantes, 31 habitantes en 2007.
Dividido en los barrios de Río y Quintanilla, entre los que se encuentra la iglesia parroquial.

## Situación
Se encuentra a 60 km de la capital Burgos.

## Historia
La primera mención conocida de esta villa corresponde a un documento fechado en 1229 y encontrado en el Monasterio de San Salvador de Oña.
Villa en la cuadrilla de Caderechas, una de las siete en que se dividía la Merindad de Bureba perteneciente al partido de Bureba. Jurisdicción de realengo con regidor pedáneo.
A la caída del Antiguo Régimen queda constituida en ayuntamiento constitucional del mismo nombre, en el  partido de Briviesca, región de Castilla la Vieja. Contaba entonces con 48 habitantes.
Posteriormente se integra con  Aguas Cándidas y Quintanaopio.

## Patrimonio

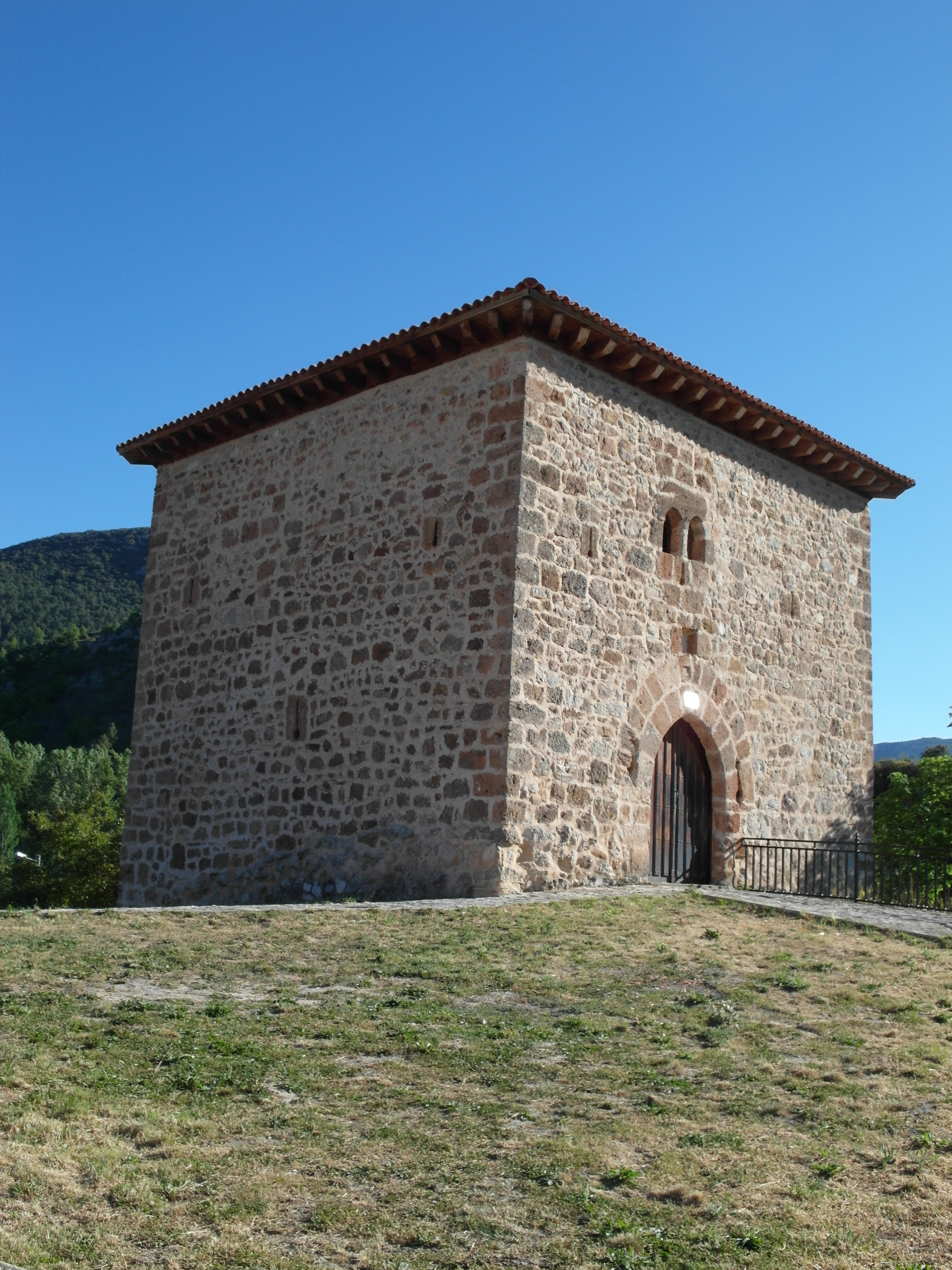
Torre tardomedieval en Río Quintanilla.

Torre que data del siglo XV, aunque parece ser que perteneció a un castillo anterior, posiblemente del siglo VIII. La diferencia de materiales en sus muros parece apuntar a varias reconstrucciones.
Iglesia románica del siglo XI-XII. Es un edificio de una sola nave, planta de salón, muros de piedra sillería, abovedada con cañón reforzado con arcos fajones y sus correspondientes contrafuertes exteriores.
Ambas se encuentran en buen estado de conservación al haber sido restauradas.

## Fiestas y costumbres
San Roque: 16 de agosto.

## Parroquia
Iglesia católica de San Emeterio y San Celedonio, dependiente de la parroquia de Madrid en el Arciprestazgo de Oca-Tirón, diócesis de Burgos. Edificio de estilo románico.